# Кашпир (Сызрань)
Кашпир — село в составе Сызранского городского округа Самарской области России.

## География
Село находится на берегу реки Волга (Саратовское водохранилище) и речки Кашпирка, в 7 км от райцентра Сызрань.

## Название
Названо по речке. Варианты названия в конце XVII — XVIII вв. — Кашпур, Кашкер. Топогидроним состоит из двух частей: (тюрк.) каш — «высокий берег, холм, камень», пир — «святой, святое место».

## История
Кашпир основан в 1683 году (лета 7191) как крепость, синбирским воеводой Григорием Козловским, «по указу Великих Государей, Царей и Великих Князей Иоанна Алексеевича, Петра Алексеевича, и Великие Государыни и Благоверные Царевны и Великия Княжны Софьи Алексеевны, всеа Великия, и Малых и Белыя России Самодержцев и по наказу и с приказу Казанского дворца» и вошёл в состав Симбирского уезда Приказа Казанского дворца.
Здесь хотели построить пограничную укреплённую черту — Сызранскую линию, со рвом, валом и деревянными засеками, поселив под её прикрытием служилых людей. Привлекали тех, кому предстояло нести нелёгкую и опасную сторожевую службу, щедрыми земельными наделами. Так, уже в год рождения Сызрана большое поместье в районе нынешней Жемковки (ныне в Сызранском районе) получил «мордовский мурза» Шадрин; три года спустя служилый татарский князь Килдишев с 28 товарищами основал село Ахметлей (ныне в Николаевском районе (Ульяновская область)), а 10 служилых и 5 ясашных чуваш во главе с Чинаем Яшкитовым — Кочкарлей (ныне в Николаевском районе (Ульяновская область)).
Симбирским воеводой Матвеем Головиным был составлен план строительства Сызранской черты. Согласно указу от 25 декабря 1685 года она должна была протянуться на 70 вёрст 342 сажени от Казачьих гор до Туруева городища (ныне Русское Труево) и до речки Суры. Но замыслу этому не суждено сбыться — 13 апреля 1686 года указ отменили. Вместо этого решили увеличить число солдатских и казачьих слобод, а в самой середине черты построили сильную крепость Канадей с каменной воротной башней.
В 1687 году в городок был переведён Кашпирский монастырь.
По описи 1703 года, сделанная стольником Бестужевым-Рюминым Пётром Михайловичем (1702—1705), Кашпирская крепость, была: «…строение деревянное дубовой: в длину 47 с аршином, поперёк — 40 . Вкруг города 245. В вышину 2 сажени пол-два аршина. По городу 9 башен, в том числе у трёх угольных башен шатры погодою сломало, а город во многих местах погодою раскрыло. Да от Волги реки промеж 2 башен стены погодою по обламы сломило. Около города с 3-х сторон вырыт ров от города ж к речке Кашпирке вал и острог по конец валу башня, по мере того валу и острога 405 2 аршина, а от той башни надолбы до реки до Волги. Да от другой наугольной башни до реки Волги надолбы ж по конец надолб башня, шатёр сломило погодою.
В том городе военного снаряду: 2 пушки медные, 2 пушки железные, 61 ядро, 4 пуда дроби, 49 пуд пороху ручного и пушечного, 10 пуд 20 фунтов свинцу, 16 мушкетов, 2 ствола мушкетных, 1 пуд 20 фунтов фитилю, 2 знамя тафтаные осиновые с суконнымя чехлы, 2 намёта полковых полотняных ветхи, 3 барабана худые».
18 декабря 1708 года город-крепость Кашпир вошёл в состав Казанского уезда Казанской губернии (1708—1781).
В 1711 году, кашпирский воевода Дмитриев Семён Константинович, недалеко от крепости построил деревянную Благовещенскую церковь. В 1712 году при ней был основан мужской монастырь с таким же названием, упразднённый в 1764 году. Кроме этого основал село Троицкое.
В 1713 году на источнике возле Кашпирской крепости, к которому в летнее время пастухи пригоняли скот, явилась величайшая православная святыня — Феодоровская икона Божией Матери.
В 1717 году произошёл так называемый «Кубанский погром», при котором город-крепость Кашпир был разрушен. Немногим из тех, кто уцелел, пришлось покинуть город, превращённый в пепелище. Осенью 1717 года, переселенцами из него, на левом берегу Волги, было основано село Кашпирские хутора (ныне село Кашпир (Приволжский район)). А на берегу Кубры погорельцы основали деревню Кашпирские выселки (напротив Уваровки), затем стала называться — Кашпировка — пгт с 1932 года. Вошёл в состав города Сызрань в 1942 году), которая прекратила своё существование после того, как на полную мощность, со своими вредными выбросами, заработал в 1942 году Сызранский нефтеперерабатывающий завод.
В 1719 году город Кашпир утратил свой статус, воеводское управление упразднено, он стал пригородом Сызрани и вошёл в состав Симбирской провинции.
11 июня 1722 года кратковременную остановку в Кашпирской крепости (проехав мимо Сызрани) сделал Пётр Великий, который вместе со своей женой Екатериной отправился в Персидский поход.
К 1730 году значение Кашпира, с прекращением военных действий на юге, резко упало, воеводская канцелярия здесь была ликвидирована, а все присутственные места переведены в Сызрань. Сюда же перенесли чудотворный образ Феодоровской Божией Матери, поместив его в Вознесенский монастырь.
В мае 1769 года здесь побывал исследователь Паллас Пётр Симон.
В 1780 году пригород Кашпир вошёл в состав Сызранского уезда Симбирского наместничества.
В 1795 году в пригороде прихожанами был построен деревянный храм, обнесённый деревянной оградой. Имел два престола: главный (холодный) в честь Успения Божьей Матери и в приделе (тёплый) во имя Святителя и Чудотворца Николая. На месте явления Феодоровской иконы Божьей Матери построена в 1891 г. деревянная часовня.
В 1796 году вошёл в состав Симбирской губернии.
В 1861 году пригород Кашпир стал волостным центром.
В 1862 году селе открылась земская школа.
12 (24) сентября 1871 года пригород Кашпир посетил император Александр II.
В 1899 году открыта школа грамоты, помещается в церковном здании.
В 1918 году в селе был создан Кашпирский сельский Совет, в который вошла и деревня Красиловка.
В августе 1919 года началась разработка и закладка штольни по добыче сланца.
В 1924 году село входило в состав Кашпирского с/с Сызранской волости Сызранского уезда Ульяновской губернии.
В 1928 году село вошло в состав Сызранского района Сызранского округа Средне-Волжской области (1928—1929).
В 1930 году Кашпир вошёл в состав Сызранского городского района Средне-Волжского края (1929-36) / Куйбышевской области / Самарской области. В этом же году рядом с селом была создана Кашпирская Машинно-тракторная станция (МТС), в 1959 году преобразованую в Кашпирскую РТС, с 1974 г. — посёлок Елизарово.
В 1930-х годах рядом с селом Кашпир возник рабочий посёлок шахтёров Новокашпирский (пгт с 1979 года, в 1997 году включён в состав города Сызрань). В посёлке долгое время добывали горючий сланец, но на сегодня осталась только одна действующая шахта — «Новокашпирская», принадлежащая предприятию «Медхим».
В 1939 году северней села построена Сызранская ТЭЦ, а в 1942 году рядом был введён в эксплуатацию Сызранский НПЗ.
В 1942 году рядом с селом была введена в эксплуатацию железнодорожная станция Кашпир, на участке Сенная — Сызрань, являющегося частью так называемой «Волжской рокады».
В 1967—1968 годах было создано крупное водохранилище на реке Волге — Саратовское водохранилище, которое изминило облик Кашпира.
В 2005 году село вошло в состав Сызранского городского округа.

## Население
| Год  | Число дворов | Число жителей | Примечания                                                                     |
| ---- | ------------ | ------------- | ------------------------------------------------------------------------------ |
| 1689 |              | 188           |                                                                                |
| 1780 |              | 449           | Пахотные солдаты                                                               |
| 1859 | 479          | 3382          | Удельные крестьяне, есть церковь                                               |
| 1897 | 524          | 4278          |                                                                                |
| 1913 | 898          | 4756          | 2 церкви, старообрядческий молитвенный дом, волостное правление                |
| 1924 | 791          | 3697          | Землеустроительный участок, школа 1-й ступени.                                 |
| 1927 | 906          | 4294          | пос. Однодворцы, пос. Сланцевый рудник, школа 1-й ступени, телефонная станция. |
| 1930 | 929          | 4735          |                                                                                |
| 2010 |              | 607           |                                                                                |

- В селе родился Иоаким (Благовидов) — епископ Русской православной церкви, архиепископ Ульяновский.
- На «Кашпирруднике» работал советский и российский хозяйственный и общественный деятель, почётный гражданин города Сызрани (1982). Председатель Сызранского горисполкома (1962—1979) Пронин Николай Петрович.
- В Благовещенском женском монастыре села, с 1895 по 1908 годы, служил священник Русской православной церкви Покровский Николай Сергеевич

## Достопримечательности
- Кашпирский Симеоновский Благовещенский монастырь[24].
- Источник Феодоровской иконы Божией Матери. 8 июля в праздник Федоровской иконы проходят торжественное богослужение и крестный ход. Рядом с источником оборудована закрытая купальня, выстроена часовня, где можно поставить свечи и помолиться[25].
- Кашпирский разрез является важным геологическим эталоном мирового ранга. Участок разреза в 1987 году объявлен памятником природы регионального значения[13].

## Галерея
- Кашпирские обнажения юрских и меловых отложений. Лысая или Ведьмина гора.
- Кашпирские обнажения юрских и меловых отложений. Лысая или Ведьмина гора.
- Кашпирские обнажения юрских и меловых отложений. Лысая или Ведьмина гора.
- Народное творчество.
- Кашпир.
- Кашпир.
- На берегу Саратовского водохранилища (у Кашпира).